# Aria dla atlety
Aria dla atlety é um filme de drama da Polónia de 1979, realizado por Filip Bajon.

## Resumo
A história agitada de um antigo lutador profissional, Stanislaus Zbyszko.

## Elenco
- Krzysztof Majchrzak
- Pola Raksa
- Roman Wilhelmi
- Bogusz Bilewski
- Wojciech Pszniak
- Ryszard Pietruski